# Fremontodendron
Fremontodendron (lat. Fremontodendron), sjevernoamerički biljni rod grmova ili drveća iz porodice sljezovki
Pripada mu najmanje dvije vrste koje su priznate, a jednoj je status nepoznat.

## Vrste
1. Fremontodendron californicum (Torr.) Coult.
2. Fremontodendron decumbens R.M.Lloyd, status nepoznat
3. Fremontodendron mexicanum Davidson

## Sinonimi
- Fremontia Torr.; Smithson, Contr. 6: (Pl. Fremont.). 5. t. 2 (1854)